# Irving Rapper
Irving Rapper (né le 16 janvier 1898 à Londres, Angleterre et mort le 20 décembre 1999 à Los Angeles, Californie, États-Unis) est un réalisateur américain, d'origine britannique.

## Filmographie partielle

### Comme réalisateur
- 1941 : Shining Victory
- 1941 : One Foot in Heaven
- 1942 : Les Folles Héritières (The Gay Sisters)
- 1942 : Une femme cherche son destin (Now Voyager)
- 1944 : Les Aventures de Mark Twain (The Adventures of Mark Twain)
- 1945 : Le blé est vert (The Corn Is Green)
- 1945 : Rhapsodie en bleu (Rhapsody in Blue)
- 1946 : Jalousie (Déception)
- 1947 : L'Aventure à deux (The Voice of the Turtle)
- 1949 : Anna Lucasta (Anna Lucasta)
- 1950 : La Ménagerie de verre (The Glass Menagerie)
- 1952 : Jezebel (Another Man's Poison)
- 1953 : L'Éternel féminin (Forever Female)
- 1953 : Éternels Ennemis (Bad for Each Other)
- 1956 : Les clameurs se sont tues (The Brave One)
- 1956 : Strange Intruder
- 1958 : La Fureur d'aimer (Marjorie Morningstar)
- 1959 : Quand la terre brûle (The Miracle) coréalisé avec Gordon Douglas
- 1960 : L'Esclave du pharaon (Giuseppe venduto dai fratelli)
- 1961 : Constantin le Grand (Constantino il grande) coréalisé avec Lionello De Felice
- 1962 : Ponce Pilate (Ponzio Pilato)
- 1970 : The Christine Jorgensen Story
- 1978 : L'Affaire Colson (Born Again)